# Ron Rivera
Ronald Eugene Rivera (Fort Ord, 7 de janeiro de 1962) é um ex-jogador profissional de futebol americano estadunidense e que serviu como treinador principal do Carolina Panthers (de 2011 a 2019) e do Washington Commanders (de 2020 a 2023). Antes de se tornar treinador, Rivera jogou futebol americano universitário pela sua alma mater, a Universidade da Califórnia em Berkeley, onde se destacou como linebacker pelo time da faculdade. Ele foi selecionado então na segunda rorada do Draft da NFL de 1984 pelo Chicago Bears, time que defendeu de 1984 a 1992. Ele fez parte do time dos Bears  que venceu o Super Bowl XX, em 1985.
Riveracomeçou sua carreira como treinador em 1997, na equipe técnica dos Bears. Ele então se juntou ao Philadelphia Eagles como treinador de linebackers em 1999 antes de voltar para o Chicago Bears e se tornou seu coordenador defensivo em 2004. Com ele lá, os Bears fizeram uma aparição no Super Bowl XLI. Ele então se juntou ao San Diego Chargers como treinador de linebackers em 2007 antes de servir como seu coordenador de defesa pelos próximos três anos.
Em 2011, Ron Rivera foi apontado como treinador principal do Carolina Panthers. Com eles, Rivera se tornou um técnico respeitado e foi nomeado duas vezes como treinador do ano da NFL, em 2013 e 2015, levando sua equipe a disputar o Super Bowl 50 (mas perderam). Em 2019, Rivera foi demitido dos Panthers mas pouco depois assinou com o Washington Redskins (atual Commanders) para a temporada de 2020.
Em sua carreira como treinador, ele tem 102 vitórias e 103 derrotas em temporada regular. Em pós-temporada, ele venceu três dos oito jogos que suas equipes comandadas disputaram.